# Magicicada cassini
Magicicada cassini é uma espécie de insecto da família Cicadidae.
É endémica dos Estados Unidos da América.